# Explore Media
Explore Media est un média vidéo français lancé en 2017 par Jérémie Nacache et Michaël Sebbag.
Son modèle économique repose sur les revenus tirés des plateformes et la production de brand content.

## Histoire

### Création
Initialement, en 2014, le site s'appelait Bisly et mettait en avant des produits innovants,. Avec la viralité de page Facebook « 1 innovation par jour » (créée pour la marketplace), Jérémie Nacache et Michaël Sebbag décident de recentrer l'activité sur l'aspect média,.

### Explore Media à partir de 2017
Explore Media, dans sa forme actuelle, est créé en 2017 et s'étend à l'ensemble des plateformes de réseaux sociaux,,. Il devient, en 2021, le troisième média le plus suivi sur TikTok et vise l'année suivante le milliard de vues,.    
En 2022, l'entreprise compte 30 salariés dont 7 journalistes,. Ce nombre est porté, l'année suivante, à 36 salariés,.    
En 2024, Explore Media revendique 12 millions d'abonnés sur l'ensemble de ses réseaux sociaux.    

## Ligne éditoriale

### Publications
Explore Media publie des vidéos ludo-éducatives aux formats courts et longs sur les réseaux sociaux,,. Les thématiques évoquées sont variées : l'histoire, la découverte, les innovations, le design, la science, etc,,. Le site est présenté comme une plateforme d'edutainment,,, c'est-à-dire avec du contenu mêlant éducation et divertissement.    
Parmi ses publications notoires : un data-center sous la mer, une analyse socio-historique des banlieues dans le monde, un ébéniste proposant des sex-toys en bois ou encore l'effet lotus,,,. En 2022, le média vidéo vise le milliard de vues.   

### Partenariats éditoriaux
Le média vidéo a noué, notamment, des partenariats éditoriaux avec NOWU (France Télévisions et Westdeutscher Rundfunk),, France Inter, 20 Minutes ou encore avec la régie publicitaire de Clear Channel,.  
En collaboration avec Arte, Explore Media a coproduit des formats courts pour la mini-série documentaire « Frankenstream, Ce monstre qui nous dévore » sur l'essor du streaming,,.  

## Modèle économique
Son modèle économique repose essentiellement sur la production de brand content à destination des marques,,,. Parmi ses clients, on retrouve Renault, EDF, Samsung, Google, McDonald's ou encore le Gouvernement,. Plus récemment, l'entreprise tire également des revenus de la monétisation des plateformes,,. Explore Media a, finalement, reçu des aides à la création d'un montant de 10 000 euros (en 2020) et de 30 000 euros (en 2022) du CNC,. 
Le média affirme être rentable depuis 2019. Explore Media a été acquis en début 2025 par Pierre-Edouard Stérin, via Adventure, filiale de la holding du milliardaire.